# تانکر کلاس سرف
تانکر کلاس سرف (به انگلیسی: Surf-class tanker) یک کلاس از کشتی است که طول آن ۴۹۶ فوت (۱۵۱ متر) می‌باشد.